# 枫叶槭
枫叶槭（学名：Acer tonkinense sp. liquidambarifolium）为槭树科槭属下的一个亚种。

## 扩展阅读
- 維基物種上的相關：枫叶槭